# ヴァルキリープロファイル
『ヴァルキリープロファイル』（VALKYRIE PROFILE）は、エニックス（現スクウェア・エニックス）が1999年12月22日に発売したPlayStation用ゲームソフト。

## 概要
ヴァルキリープロファイルシリーズの第1作。北欧神話をモチーフに、命を落とした英雄たちの魂を運ぶとされる半神半人の女神ヴァルキリーを主人公にしたコンピュータRPGで、英雄たちの魂を集めていく過程や、神々の戦いの背後で密かに進行する企みといった物語を描く。大勢の英雄の魂を集めて彼らを成長させつつ、その中からパーティを編成して冒険に赴き、タイミングよくボタンを押してコンボ（連続攻撃）を繋げて戦ったり、ジャンプや足場の配置といったアクションを駆使してダンジョンを踏破するなどして、物語を進めていく。
劇中に登場する神々の設定は北欧神話をモチーフとしているが、フレイが男神でなく女神で、スルトがヴァン神族の王として設定されるなど様々なアレンジが加えられている。

### 沿革
- 発売日は1999年11月25日を予定していたが、後に12月9日へ変更となり、最終的には12月22日に変更された。
- 1999年12月22日に通常版と特製懐中時計、ビジュアルブック、カレンダー付きの限定版「LIMITED BOX」を発売。
- 2005年2月3日にはPS one Books（廉価版）として発売。
- 2006年3月2日にPSPで新規3Dムービーを追加した移植版を『ヴァルキリープロファイル -レナス-（VALKYRIE PROFILE LENNETH）』として発売[注釈 2]。スクウェア・エニックスのPSP参入第1弾タイトル。
- 2006年7月20日にはアルティメットヒッツとして発売。
- 2022年12月22日にPS5/PS4で『ヴァルキリープロファイル -レナス-』移植版を発売。新たに「巻き戻し」「クィックセーブ」「ビジュアルプリセット」といった新機能を追加。同日発売の『ヴァルキリーエリュシオン』の限定版にも付属する。

## ストーリー
アース神族の王オーディンは未来を語るという「ユーミルの首」から「神々の黄昏（ラグナロク）」が近いことを聞かされる。この予言は敵対関係にあるヴァン神族との最終戦争を指していると判断したオーディンは、この戦いに備えて戦力となる英雄達の魂（「エインフェリア」と呼ばれている）を求め、人間界ミッドガルドへ赴くよう、ヴァルキリーの一人であるレナス・ヴァルキュリアに命を下す。その一方で、オーディンは人間界の安定を司る秘宝であるドラゴンオーブを己の手中にし、人間界に混乱と戦乱をもたらすことでヴァルキリーの任務がはかどるように差し向ける。
レナスはオーディンの命令に従い、死に瀕した英雄たちの元に現れては彼らの死に様を見届け、時には志半ばで命尽きかけている彼らに助太刀しつつ、その魂を集めていく。死後霊的な存在となった彼らを集め、鍛え、英雄として相応しい能力を身につけさせてから、神界に送り届けるのがその任務である。
一方、神界ではある企みが進行しており、またレナスも次第に自分自身の素性に疑念を抱くようになる。レナスは神の意思に背いてそれを追求するか、粛々と任務に殉じてヴァン神族との最終決戦に身を投じるかによって、異なる結末を迎えることになる。

### Aエンディングルート
己の素性に疑問を抱きつつもエインフェリアを選定していく中で、レナスは二人の人間の男性から想いを寄せられる。一人はエインフェリアとして傍らで戦いつつも彼女に亡き幼馴染の面影を重ねていくルシオ、もう一人は自ら神を創造するという禁断の知識に手を染め、彼女と敵対しつつも偏執的な独占欲を抱く錬金術師レザード・ヴァレスである。やがてヴァルキリーによって神界へと送られたルシオは、そこでヴァルキリーが転生によって神族と人間の間を行き来する存在であることや、人間界で起こっている戦乱の発端がオーディンの側にあること、そしてレナスが人間側に与しないように人として生きていた時の記憶を封じられていることを聞かされる。ルシオは幼馴染のプラチナが人間に転生していたレナスであるという確信を得る。
一方、アース神族の一員であるロキは、密かにオーディンを倒して王となる野望を進めていた。ロキはルシオを手助けし、レナスに想いを告白する機会を与えるという口実で操り、オーディンが持つ秘宝ドラゴンオーブを奪取し、その容疑をルシオになすりつける。ルシオは記憶の戻らないレナスから愚行を咎められ、失意のまま本性を表したロキに斃されて消滅する。
ルシオの不可解な最期に疑問を抱いたレナスがプラチナの墓前へと赴くとそこで封印が解け、人間としての記憶を取り戻す。しかしそれを阻止しようとした神界の企てにより、彼女の身体は彼女の別人格であるアーリィに乗っ取られてしまう。封印の直前にレナスに召喚されたアリューゼとメルティーナは高圧的な態度で従属を強制するアーリィに反発し、利害が一致したレザードや、アーリィの宿敵である不死者王ブラムスと一時的に協力し、消滅したレナスの身体の替わりを調達し、アーリィを再封印してレナスを復活させる。全てを思い出したレナスはルシオの死に慟哭し、神界と決別する。
一方、ロキはヴァン神族の王スルトを騙し討ちにし、オーディンをも討ち取り、ヴァルハラもヨツンヘイムも破壊し尽くしてしまう。レナスはルシオの仇を討ち、全ての人間を守るために荒廃したアスガルドに舞い戻り、ロキと対決する。ドラゴンオーブを手にしたロキは強大な敵であり、その力の余波によって人類は一度滅亡するが、そのことは逆に「死を通じて他人の人生を共有できる」能力を持ったヴァルキリーに利する。レナスのためにレザードが提供した身体と、人間であり神でもあるというヴァルキリーの生い立ちは、かつてオーディンが持っていたものと同等の資質をレナスに与えていた。レナスは人間界全ての魂と繋がることによって得た力によって創造主となり、その力でロキを滅し、滅亡した世界を再生させ平和をもたらす。レナスはロキの境遇を憐れみ、その魂を自身に取り込む形で救い、復活を果たしたルシオと口づけを交わす場面で物語は幕を閉じる。

### Bエンディングルート
レナスは神界からの命令に粛々と従い、次々と要望に沿ったエインフェリアを選定して神界へと送り込む。神界での戦いは戦場を転々としながら、神族とエインフェリアたちの奮戦によって進行し、やがてヴァン神族の本拠地であるヨツンヘイム宮殿において最終決戦を迎える。レナスは神界での戦いを生き延びたエインフェリアと合流し、ロキたち神々の激励を受けながら、ヴァン神族の王であるスルトの元へと攻め込む。レナスと対峙したスルトは、レナスの与するオーディンの側に大義などなく、レナスは踊らされているに過ぎないことを指摘するが、レナスは意に介さずスルトを討つ。
レナスの活躍は労らわれ、再びその力が必要とされる時代まで長い眠りにつく場面で幕切れとなる。

### Cエンディングルート
レナスが神界からの命令に何度も背き警告を無視し続けた結果、「壊れた」と判断され、今までレナスにオーディンの命令を伝える役割を担ってきた女神であるフレイが粛正に現れる。レナスはフレイと戦うが、フレイの戦闘力は圧倒的であり、勝敗にかかわらずレナスは封印され、ヴァルキリーの別人格であるアーリィと交代させられてしまう形で物語はバッドエンドを迎える。

## ゲームシステム

### 基本
プレイヤーは主人公であるレナスを操り、ミッドガルドの上空を飛び回ることになる。地上の気配を感じ取る能力を使うことで、目的地がマップに示される。示された場所が都市の場合、主として死に瀕している者の魂の声を感じ、イベントを起こすことでエインフェリアが仲間に加わる。ダンジョンが示された場合は、そこに邪悪な存在がいることを示している。
仲間に加えたエインフェリアは、ダンジョンで戦闘に参加させることで成長する。ダンジョンの探索と、成長させたエインフェリアを要望に従って神界へ送ることがゲームの基本となるが、それらは強制ではなく、誰を送るか、或いは誰も送らないかはプレイヤーの自由意志で選択できる。ただしこれは主人公に与えられた基本的な任務であるため、これを怠っていると評価値（後述）が下がっていく。
ゲームは「チャプター」と呼ばれる単位で区切られており、チャプター8まで存在する。さらに、各チャプターは「ピリオド」という単位時間で区切られており、都市やダンジョンに入ったときに決まった単位を消費する。すべて消費し終わったとき、1つのチャプターが終了する。チャプター終了ごとに「神界フェイズ」が始まり、神界における戦況や、神界に送ったエインフェリアたちが活躍したり、苦境に立たされたりする様子が報告される。そしてヴァルキリーの働きに対する評価が行われる。
全てのチャプターが終了すると、最終決戦である「ラグナロク」が始まる。このシステムがストーリーと密接に関連している。

### キャラクターの能力
キャラクターのレベルアップ時にCP（キャパシティポイント）というポイントが得られる。このポイントをスキルなどに振り分けて、キャラクターを強化する。CPの振り分け先は「戦闘スキル」「技能スキル」「人物特性」の3つ。ただし、神族には人物特性が存在しない。
戦闘スキル
文字通り戦闘に関連するスキルで、攻撃力や防御力などのステータスを高めるもの、戦闘中に特殊な行動を取れるようになるもの等がある。
技能スキル
魔術知識や軍隊の行進に関する知識、交渉術など神界で働く際に役に立つとされている能力。一部は戦闘スキルのようにステータスアップの効果を併せ持つものも存在するが、基本的に戦闘上では役に立たないものが多い。
人物特性
そのキャラクターの性格改善を行う。博愛・自己犠牲・父思いなどのよい性質を伸ばし、カナヅチ・冷徹・近眼などの欠点を改善していくことでエインフェリアとして相応しい人物に近づける。これを行うことで「勇者適正値」というポイントが上昇し、これが一定値以上になって初めて神界転送が可能になる。勇者適正値はレベルが上がることでも上昇するが、欠点の方が多いエインフェリアなどは特に、人物特性の改善を行わないと間に合わない場合が多い。
こうして鍛えられたエインフェリアは、神界でもより質の高い働きをしてくれるようになり、具体的には神界フェイズでの描写に反映される。また、転送時点でのエインフェリアの装備品も、神界での彼らの活躍に影響を与える。ただしゲームデザイナーの意図としては、育てたエインフェリアの人格を改造して神界に献上しなければならないという一連の作業に対し、プレイヤーが反感を覚えるようになることが意図されており、それがAエンディングへの布石となっている。

#### 評価値と封印値
主人公であるレナスには「評価値」「封印値」と呼ばれるパラメータが存在し、これがエンディングの分岐に関係する（詳細は「エンディング」の項目を参照）。
評価値はオーディンからの評価を示す数値で、後述のダンジョンで「アーティファクト」と呼ばれる武具やアイテムを献上したり（「#用語」の項目も参照）、神界に転送したエインフェリアが神界フェイズで活躍したりすることで上昇するが、アーティファクトやエインフェリアの転送を拒むと下降していく。
封印値は、レナスの記憶を奪っている封印の強さを示す数値であり、レナスの前世の秘密に関連するイベントをこなすことで低下していき、一定値以下まで下げればレナスが記憶を取り戻してAエンディングルートへの道が開かれるのだが、エインフェリアを神界に転送すると上昇してしまう。封印値を下げようとしてエインフェリアの転送を拒めば評価値も下がってしまい、バッドエンドであるCエンディングが発生してしまうため、Aエンディングを見るためには双方の数値を調整しながらゲームを進める必要がある。

### ダンジョン
ダンジョンはサイドビュー形式の2DCGで表示される。プレイヤーはレナスを操作し、左右への移動およびジャンプ、しゃがみ、スライディングといったアクションのほか、物を持ち上げて動かす、剣を振って物を壊す、晶石と呼ばれる氷塊を打ち出すといったアクションを行うことができる。晶石によって床や壁に生じた氷柱にはジャンプで飛び乗ることが可能のほか、剣で砕いて破片にすれば、持ち上げて積み上げ、更に高い足場を築くことができる。これを利用して垂直な壁をよじ登ったり、通常のジャンプで超えられない崖に踏み台を作ったりすることが可能となる。
ダンジョン内のモンスターはシンボルで表示され、接触すると戦闘画面に切り替わっての戦闘となる（シンボルエンカウント）。このとき剣で攻撃すれば先手を取った有利な状況で戦闘を開始することができ、また晶石によって凍らせれば足止めすることができる。
例外を除いて各ダンジョンにはボスキャラがおり、倒すと「アーティファクト」と呼ばれる特殊アイテムを手に入れることができる。

### 戦闘システム
戦闘は敵のターンと味方のターンを交互に繰り返す形式で行われる。戦闘に参加できる人数はヴァルキリーと仲間3人までの最大4人。ひし形に配置されたパーティの内の左側3人が前衛となり、一番右端の1人が後衛となる。後衛は敵の攻撃を受けにくいが、魔法か弓による攻撃しかできない。
味方のターンでは、最大4人の仲間を同時に動かして戦う。ゲームパッドの○×△□の各ボタンを押すと、ボタンに対応した位置にいるキャラクターが目標に対して攻撃を行う。戦士系のキャラクターには攻撃技が3種類用意されており、ボタンを押すごとにあらかじめ設定しておいた技の順番に沿って、最大3回連続で攻撃できる。装備武器によって使える技が異なり、「1撃目しか出せない」「1・3撃目しか出せない」「1・2・3全て出せる」などの種類がある。魔法使い系のキャラクターは習得している魔法の中から、あらかじめ選んでおいた魔法で1回だけ攻撃する。これらをタイミングよく繰り出していくことで、コンボを繋ぐことが出来る。武器による攻撃は一定確率で敵にガードされてしまう場合もあるが、攻撃がタイミングよく繋がりコンボが成立している場合、敵はコンボの途中でガードすることができない。なお魔法はガードされない。
通常攻撃のモーションはキャラクターや技によってさまざまで、地面すれすれに攻撃をするものや、ある程度高い位置や上空に向かって攻撃するもの、ボタンを押してから攻撃が出るまでが早いものや遅いもの、リーチの長いものや短いものなど、多彩な種類がある。また、多くの攻撃は敵を大きく浮かせたり、後ろに仰け反らせたり、ダウン状態にしたりといった性質を持っており、結果としてコンボを受けている敵は絶えず画面内を動き回ることになる。そのため、どのキャラクターがどのような順番で攻撃を繰り出すかを考えないと、攻撃がうまくヒットしないという状況が生まれることがある。これらの攻撃内容はキャラクターごとに大きく異なっているが、このゲームでは大勢のキャラクターを戦闘に参加させて育成し神界に送らねばならない都合上、戦闘に参加するメンバーを頻繁に変更しなければならない。このため、プレイヤーにはメンバーの編成や装備に合わせた攻撃順やタイミングを試行錯誤し続ける必要性が生まれる。
全員が武器の攻撃回数分の攻撃を終えると敵のターンに切り替わり、味方が攻撃を受ける。このとき攻撃を受けたキャラクターの装備やスキルによっては、一定確率で敵の攻撃を無効化したり、反撃（カウンター攻撃）のチャンスを得たりする場合もある。反撃の機会が生じた場合、タイミングよくボタンを押すことによって攻撃を回避しつつ敵にダメージを与えることができる。

#### 魔晶石・紫炎石
攻撃を空中ヒットさせると魔晶石と呼ばれる石が得られ、個数に比例して戦闘後の経験値が増える（一個につき元の経験値の5%増加）。また、ダウン中の敵を攻撃すると紫炎石が得られ、CT（後述）を一定量回復する。コンボを工夫し、空中コンボ、ダウンコンボを多く狙うことで、戦闘を有利に進めることができる。 
魔晶石や紫炎石に混ざって宝箱があらわれることがあり、この場合は戦闘後にアイテムを入手する。

#### タクティカルアーツ・エナジーと決め技
画面左下には、味方全体で共有されている緑色のゲージ（タクティカルアーツ・エナジー）が表示されている。このゲージはコンボを途切れさせずに当てていくことによってたまっていき、100になった瞬間に、コンボに参加していた仲間から一人を選んで各人の決め技（このゲームにおける必殺技の名称）を発動することができる。決め技は戦士系のキャラは敵単体に大ダメージを与える固有の奥義、魔法使い系のキャラはその時設定している魔法の強化版を使う。魔法使い系のキャラが特定の装備品を装備した場合、敵全体に大ダメージを与える「大魔法」を使うことができる。決め技の性能はそれぞれ個性があり、大ダメージが出るものや、威力は低くてもヒット数が多いものなど様々である。
決め技でもこのゲージは増加するので、決め技を当てることで再びゲージが100になれば、2人目、3人目、4人目と続けて決め技を出すことができる。また決め技の威力はそれまでの攻撃のヒット数に比例して上昇するため、ヒット数の多い決め技を先に出してから威力の高い決め技を後に出せば、より大きなダメージを狙うことができる。ただし、通常は4人の攻撃の合計で100になればいいのに対し、決め技を連続させるには1人の攻撃だけでゲージを100まで溜める必要があり、また決め技によるゲージ増加量はキャラクターごとに固定値となっている。その代わりにゲージが0ではなくある程度溜まった状態からスタートするようになっているが、2人目・3人目と繋げるに従ってこの初期値が減っていく。つまりゲージ増加量の低い決め技を2人目や3人目に出すと、次の仲間の決め技に続けることができなくなるため、プレイヤーは決め技を出すキャラクターの順番を工夫する必要がある。
決め技ゲージは次ターンに繰り越すことはできず、ターン毎に0に戻される。また決め技を使用するとCT（後述）が溜まってしまい、次ターン以降での行動に制約を受ける。

#### CT（チャージターン）
1人1人のキャラクターには決め技や魔法を使ったペナルティとして溜まるCT（チャージターン）ゲージがあり、このゲージが溜まっている場合、そのキャラクターは決め技、魔法を発動させることができなくなる。戦士系のキャラの場合、CTが溜まることによって使えなくなるのは決め技だけであり通常攻撃は問題なく出来るが、魔法使い系のキャラクターは通常攻撃の魔法でもCTが溜まり、CTが溜まっている間の行動を補うスキルを習得していない場合は、CTが回復するまで攻撃に参加できなくなってしまう。
CTはターン経過の他、紫炎石を取ることによっても回復する。戦闘が終了するとCTはリセットされる。

#### DME（ディバイン・マテリアライズ・エナジー）
敵側のキャラクターの耐久力を表す数値の表示にはHP（ヒットポイント）という名称が用いられているのに対し、プレイヤー側のキャラクターの耐久力にはDME（ディバイン・マテリアライズ・エナジー）という、本作独自の名称が用いられている。この数値は90000まで成長し、基本的にはゲーム上では敵側のHPと同様、各キャラクターのダメージに対する耐久力を示す数値として表現され、これが0になると実体を失い戦闘不能になる。
ゲーム内の設定上では、DMEとは単なる耐久力ではなくヴァルキリー自身やエインフェリアに実体を与えているヴァルキリーの力であるとされ、ヴァルキリーが倒れればDMEの供給も途切れるため、他のエインフェリアたちも実体が維持できなくなってしまうとされている。戦闘不能状態はアイテムや魔法によって回復することができるが、前述の設定のため、ヴァルキリーが戦闘不能になった状態を放置したまま一定ターンが経過すると全滅となり戦闘に敗北したものとして扱われてしまう。ラストダンジョンとイベントバトル以外では戦闘に敗北してもゲームオーバーとならず、ワールドマップに戻される。

#### 弱点
敵キャラクターには「炎属性に弱い」などの弱点属性が設定されている場合がある。本作では特定のアイテムやアーティファクトに、特定の弱点属性を持った敵に対しては即死攻撃になるなどといった強力な効果が付与されていることがあるため、アイテムの使い方一つで強力なボスも攻略できるようになっている。

#### 戦闘ボイス
各キャラクターが戦闘時に発する台詞は、一度聞くと「ボイスコレクション」としてメニュー画面からの視聴が可能になる。どのボイスを聞いたかはセーブデータごとに管理され、ボイスコレクションにはメモリーカードに入っている全てのセーブデータを総合した達成率が表示される。
ボイスによっては、戦闘中はひと続きの台詞として扱われているが、コレクションでは分割されているものもある。また、戦闘開始時やダメージを受けたときなど一部のボイスには、複数の台詞が用意されており、どの台詞が聞けるかはランダムに決定される。
ボイスコレクションの達成率は、キャラクターごとの達成率と総合達成率とで示される。対象キャラクターの中には、本編では1回しか戦闘を行わないキャラクターや隠しダンジョンでのみボイス収集可能なキャラクターもいる。中にはゲーム中で完全に使われない所謂没ボイスもあり、それ以外を埋めるとそれらも解放され100％になる。

### 難易度
ゲーム開始時に「Easy（イージー）」、「Normal（ノーマル）」、「Hard（ハード）」の3種類が選べる。ゲーム中の変更は不可。基本的にハードの方が難しくなるように設定されているが、ハード限定アイテムの中には強敵を易々と倒せるような飛びぬけて強いアイテムも多数存在しており、必ずしもイージーが簡単であるとは言えない。
難易度によって以下のような違いがある。
1. 難易度が上がるほど、獲得経験値に補正がかかり、レベルが上がりにくくなる。またイージーとノーマルでは、仲間となるエインフェリアはストーリー進行度に応じた初期レベルを持つが、ハードでは初期レベルが1から始まる。
2. 登場するダンジョンが難易度によって一部異なる。もちろん高難易度用のダンジョンの方が、謎解き・アクション要素が強く攻略が難しい。
3. イージーには登場しないエインフェリアやアイテム、ハード限定のエインフェリアやアイテムが存在する。クリア後の裏ステージ・セラフィックゲートを完全攻略するために必要な『紅蓮の宝珠』もハード限定のアイテムである。
4. イージーでは、ルシオ、レザード、ブラムスといった主人公の過去に関わる主要な登場人物が登場しない。このためベストエンディングとして位置づけられる[7]Aエンディング（後述）を見ることができない[7][8]。

### エンディング
このゲームには、A,B,Cの3つのエンディングが用意されている。
Aエンディング
ベストエンディングと位置づけられており、特定のイベントをこなして封印値を下げたりフラグ立てをしたりすることでルートが開かれる。エンディングに至る内容は徹底的にストーリーを優先させたものとして位置づけられており、レナスや主要人物の過去の秘密が明かされるほか、エンディングでは続編『ヴァルキリープロファイル2 シルメリア』への布石なども描かれる。
イージーでは到達することができない。
Bエンディング
ノーマルエンドとも呼ばれる。前述の評価値を0にしないようにプレイしていれば、自然にこのエンディングとなる。エンディングに至る内容は、ストーリーよりもゲーム性を楽しむものとして位置づけられており、神界フェイズで描かれてきたヴァン神族との戦争の最終決戦と、その結末が描かれる。このエンディングでは、未解消の伏線や、なにか引っかかる演出などが、ほぼ解決されないままである。
Cエンディング
評価値が0になるとフレイがレナスを粛清しに現れ、戦闘になる。本編最強の敵であるフレイに戦いを挑むことができるが、勝敗に関わらずバッドエンドとなる。戦闘後にオーディンとフレイの会話の中にブラムス・アーリィ・シルメリア達の事が上がるためBエンドよりもAエンドへのヒントが若干直接的に提示されている。
取扱説明書やゲーム中の説明に従ってゲームを進めるとBエンディングに到達しやすくなっている。タイトルに描かれている“Should Deny The Divine Destiny of The Destinies（神意に反目せよ）”の一文が唯一の例外である。

### PSP移植版での変更点
PSP移植版『ヴァルキリープロファイル -レナス-』の変更点は以下の通り。
- 多数の3DCGムービーを追加。
- PSPの画面サイズに合わせて画面デザインを変更。
- 一部の敵の攻撃内容が変化（暗黒塔ゼルヴァのヘル・サーヴァントなど）。
- 戦闘中、キャラの必殺技が発動した際に起きたフリーズバグが一部解消された。
- 特定のボスが大魔法を使用する際にボイスが出ないバグが解消された。

## 登場人物

### 神族

#### ヴァルキリー
レナス・ヴァルキュリア
声 - 冬馬由美
本作の主人公。運命の三女神の次女。神族であるため年齢は不詳だが、人間に換算すると23歳。
長い銀色の髪を持ち、蒼穹の鎧をまとった戦乙女（ヴァルキリー）。神格は第六級相当であり、三姉妹の中で最も神格が高い。使用武器は剣または弓。人間の魂と共存し、人々の記憶の中を感じ取る力を持つ。人間には一般に通称の「ヴァルキリー」と呼ばれているが、彼女の素性に詳しいリセリアやレザード、ガノッサからは本名の「ヴァルキュリア」と呼ばれる。人間の街では「メリル」と名乗り、一般女性を装って行動する。
運命の三女神は神族の中でも特殊な存在であり、普段は人間として暮らすが、ときが来るとオーディンに選ばれた1人が人間から転生し神族になり、任務を終えると再び転生し人間の生活へと戻る。これは互いに接点のない神と人間の橋渡しをするために必要な資質であり、それゆえに三女神は強さと優しさの二面性を兼ね備え、同時に危うい精神構造も持つ。ただし、現在のレナスはラグナロクに関わる選定を確実に遂行させるために人間としての記憶を封じられており、レナス本人はこのことを知らない。神界においてはフレイアやロキなど同じ神族に対して穏やかに接するが、戦乙女として下界に降臨している時や敵対者に対しては冷淡に振る舞い、口調も厳かになる。Aエンディングルートでは過去の記憶を取り戻し、感情を露にする。
姉のアーリィが神にもっとも近い性格で、妹のシルメリアが人間にもっとも近い性格なのに対し、レナスはその中間であるとされている。魂の選定は基本的に人間側の自由意志に任せており、直接手を下して従えることはしない（エイミ曰く人権は尊重している）。バドラックのような本来冥界行きの人間でも救えると思えた事があれば選定する。唯一の例外はオーディンから直接命が下ったガノッサだが、彼に関しても最終的には交渉で納得を得ている。その為、エインフェリアからの人望は高い。
決め技は連続で剣による斬撃もしくは弓による射撃を叩き込んだ後、3本の槍で串刺しにする「ニーベルン・ヴァレスティ」。装備している武器でモーションとヒット数が変化する。
アーリィ・ヴァルキュリア
声 - 井上喜久子
運命の三女神の長女。長い黒髪を持ち、漆黒の鎧をまとう戦乙女。三女神の中で最も神に近い性格。かつてアリューゼやメルティーナの前世を従えたヴァルキリーである。オーディンに絶対の忠誠を誓い、オーディンの命令を忠実に実行していく。エインフェリア達には神への従属を強要しており、逆らうものは容赦なく処刑していく。中には無理やりエインフェリアにされた人間もおり、エインフェリアからの人望は無く大半が仕方なしに従っている。レナスと交代された直後のアリューゼ、メルティーナも明確に従属を拒否しており、メルティーナに至っては出会っていたのがあなたなら決してついていかなかったと嫌悪感をあらわにしている。レナスと同じ決め技「ニーベルン・ヴァレスティ」を使用することができる。
本作ではレナスが過去のディパンを訪れた際に登場するほか、Aエンディングルートで敵として登場、続編『ヴァルキリープロファイル2 シルメリア』でも主要登場人物として登場する。
シルメリア・ヴァルキュリア
運命の三女神の三女。J・D・ウォルスからは「浅葱色の戦乙女」と呼ばれている戦乙女。三女神の中では一番人間に近い考え方をする。過去に不死者王ブラムスと何らかの関わりがあり、現在その魂は水晶に封印され、ブラムスの手元に置かれている。人質をとるような手段を好まないブラムスが、シルメリアの魂を所有している理由については、本作では明かされない。
彼女自身の事については、続編『ヴァルキリープロファイル2 シルメリア』で若干語られるが、本作とは設定が大幅に異なる。

#### 神界の神々
主に神界フェイズの動向やBエンディングルートの物語に関わる。
オーディン
声 - 池田秀一
アース神族の最高神。ラグナロクに備えレナスをミッドガルドに送る。戦士としても優れた力量を持つが、力よりも策略を用いることを好む。
神は存在自体が完全体であり、生まれたときから成長することが無い。逆に人間は非常に不安定な存在であるが、成長し自らを変えていく力を持つ。人間とエルフ（神の器）の間に生まれたハーフエルフだった彼は最初は神々の中でもかなり下位に位置する力の弱い神だったが、人間の「成長する力」によって最終的に全ての神々を凌駕し、四宝の1つであるグングニルを所有するに至る。半分は人間の血を引いているが、人間に対しては冷たく使い捨ての道具としてしか見ていない。また、ミッドガルドに混乱を招きレナスが死者の魂を集めやすくする（と同時に自分が力を得る）ために、四宝の1つでありミッドガルドに安定をもたらす「ドラゴンオーブ」を人間界から持ち去り手中に収めている。Aルートではロキとの戦闘に敗れ、戦死する。
フレイ
声 - 川村万梨阿
アース神族の第二級神で豊穣の女神。人間に換算すると26歳。神界の動向やオーディンの意思をレナスに伝える役割も担っている。主神オーディンに絶対の忠誠を誓い、また深く愛しているが、神ゆえの傲慢さで人間には全くの無慈悲であり、エインフェリアのことも戦争の道具程度にしか思っていない。レナスに対しては友人として接しているが、その一方でレナスの記憶の封印を巡る陰謀に彼女もまた一枚噛んでいる。
本編では各チャプターにおける神界フェイズの成果を伝えたり、次のフェイズにおける目標をプレイヤーに要請したりと、ゲームにおける進行役を務める。また最初のダンジョンで一時的に仲間となりチュートリアル役を務めるほか、クリア後のおまけダンジョン（セラフィックゲート）にて仲間になる。武器は「透器」と呼ぶものを使用するが、不可視物質であるためどういう形をしているのかはフレイ本人にしか分からない。決め技は巨大な光球を相手にぶつける「エーテルストライク」。
Bルートでは最後まで進行役に徹する。Aルートではレナスの封印が解けた際に、セキュリティと称してアーリィをレナスと交代させる。しかしその後はオーディンをロキに殺された上に、レナスには神族の傲慢さを激しく咎められて決別され、オーディンの亡骸に寄り添ってすすり泣く姿が最後の出番となる。
本作のバッドエンドに当たるCエンディングルートではラストボスとして登場する。その強さは並外れており、本編最強の敵であるとも評される。セラフィックゲートで登場する際はこの時と同ステータスであり、ここで手に入る最強の大剣の決め技以外ではまともにダメージが入らない。ここでの戦闘時のBGMは「スターオーシャン セカンドストーリー」のザフィケル戦のものである「Shiver」が使われている。
ロキ
声 - 真殿光昭
アース神族とヴァン神族との間に生まれた下級神。その生まれのためにどちらの神族からも蔑まれてきたが、オーディンに招かれアース神族側に付く。神界フェイズではレナスが送ったエインフェリア達を率いてヴァン神族に挑み、Bエンディングルートでは最後までレナスやエインフェリアたちの味方として振る舞う。一方、ある野心を秘めており、Aエンディングルートでは神界も人間界も全て巻き込む災厄、ラグナロクを引き起こす。その際にはルシオの存在を消滅させ、レナスと敵対し、Aエンディングルートのラストボスとして立ちはだかる。
フレイア
声 - 荒木香恵
フレイの妹。外見は幼く無邪気な性格。しかし、その身にはフレイを遥かに凌駕する破壊の力を秘めているとされるが、普段はオーディンの手でその力を封印されている。持ち前の性格からか、フレイたちに比べるとエインフェリアたちには好意的に接しているが、彼女自身も人間達、ひいてはミッドガルドに対して「どうでもいい」程度の感情しか持ち合わせていないため、ドラゴンオーブをミッドガルドから奪い取ったオーディンの策略を高く評価している。しかしそれは記憶を取り戻したレナスにとっては許されざることであり、拒絶されるが、フレイア本人は何故レナスが怒っているのか理解できなかった。
ゲームでは上記の場面が最後の出番となるが、漫画版では親しい間柄だったロキを止める為に、エインフェリアを率いて戦いを挑み、敗北。消滅している。
トール
ミョルニルを操る勇猛果敢な戦神。ヴァン神族との戦いでは、常に前線に立って指揮を執る。
チュール
勇敢な神。一部エインフェリアたちに「俺はお前に死んでほしくない」と語るイベントがある。
ヘルモーズ
足の速さでは右に出るものがいない神。主に斥候や伝令を勤める。
ヴィザール
勇敢な神の戦士。
ウル
弓矢に優れた少年の姿をした神。
ホズ
盲目で寡黙な性格の神。
エイル
神々の医師である女神。
ヘル
ニヴルヘイムと不死者を治める冥界の女王。「ヘル・サーヴァント」といった不気味な姿のモンスターをミッドガルドに送り込んでくる。
スルト
声 - 星野充昭
本作のBエンディングルートのラストボス。ヴァン神族の長でヨツンヘイム宮殿に構えている。力よりも義による統治を重んじている。炎を操る能力を持ち、炎の魔法を多用してくる。北欧神話を扱うフィクションでは、スルトが持つとされる炎の剣はレヴァンテインと同一視されることが多いが、本作の中では四宝である魔剣レヴァンテインは邪竜ブラッド・ヴェインに飲み込まれているために所有しておらず、またレヴァンテインに炎に関する能力は一切無い。
Aエンディングルートではロキとの密談で彼の協力を拒んだ為、殺害される。

### エインフェリア
それぞれ何らかの事情で死亡して、死後に霊的な存在「エインフェリア」となってヴァルキリーと一緒に戦うことになった仲間キャラクターの人間たち。通常はその魂はそのまま輪廻転生の輪に加わるはずであるが、ヴァルキリーにより英雄選定を受けて、彼女と共に「（一時的に）生きる」ことになった。有用な死者の魂をヴァルキリーが吸収して実体化させることで戦闘要員として使用する。
平時や移動中などはヴァルキリーと一体化しており、戦闘の際にはヴァルキリーが翼を広げることでDMEを得てその都度実体化する。これは実体化して肉体を得たほうが実体である不死者との戦闘に有用なためである。しかし、ラウリィなどのエインフェリアが存命の人物に言葉を伝えたい等の想いがあった場合も、ヴァルキリーが一時的に実体を持たせることもある。
彼らを仲間を参入させるイベントの多くは、その人物の生前の様子と死に至る過程を経てヴァルキリーにエインフェリアとして勧誘されるまでを描くサイドストーリーとなっている。

#### アルトリア関連
アリューゼ
声 - 東地宏樹
重戦士。26歳。生前はアルトリアを中心に活動する、非常に腕利きの傭兵であった。
身の丈ほどの大剣を愛用している。恵まれた体躯と天賦の才を持ち仲間からは天才と称されるが、本人は「天才」という言葉を「負け犬が諦める言い訳に使う戯言」と毛嫌いしている。弛まぬ研鑽によって鍛え上げた技量により凄まじい実力を持ち、相対するものに死神と恐れられるほどの実力者。足の不自由な弟・ロイがいる。
戦いを好む粗暴な性格から、フレイにはエインフェリアとしての資質が低いとされている。ヴァルキリー三姉妹との縁が深い魂の持ち主であり、前世でもヴァルキリー（アーリィ）に仕えていて、ディパンを訪れ過去に行った際はバルバロッサ王の処刑の準備を行っていた。ディパンの滅亡を描いた続編『ヴァルキリープロファイル2 シルメリア』では、この前世の姿で登場する。アーリィの命でバルバロッサ王の処刑を執行した。
本作ではジェラードと共に物語初期に選定されることになるエインフェリアのひとりとして登場。傭兵の身でありながらその性格からアルトリアの国王を公然の場でこき下ろし、王女であるジェラードの怒りを買うが、そのジェラードが変装してまで仕返しに来たことで彼女を気に入る。しかし直後、バドラックと共に利用され、奸臣ロンベルトに陥れられて怪物と化したジェラードをその手で殺すことになってしまう。その後、ヴァルキリーの協力を得てロンベルトを倒すも反逆者と見做され、恩人である騎士団長（ロウファの父）に剣を向けることを拒んで自決し、ジェラードと共にエインフェリアとなる。その死は残されたロウファたちに影響を与えることになる。
彼とメルティーナ（後述）、ガノッサ（同じく後述）の3人だけは最後まで神界に転送することができない。Aエンディングルートではメルティーナと共にレナスの危機を支える役割を担う。
決め技は爆炎を纏いながら連続で斬りつける「ファイナリティブラスト」。
ジェラード
声 - 荒木香恵
魔術師。14歳。生前はアルトリア国王の一人娘で唯一の王位継承者であった。
父王をこき下ろしたアリューゼに仕返しをしようと企むが、その過程で逆にアリューゼに心を許していく。しかし、奸臣であるロンベルトの策略により、グールパウダーを投与されて異形の怪物と化してしまい、アリューゼに討たれた後にエインフェリアとなる。今作ではレナスが最初に選定したエインフェリアにして最年少の仲間。世間知らずで気性が激しいが、根は優しく気丈な性格。「〜じゃ」という貴族口調であり、基本的に全魔法使い共通の台詞となっている大魔法の詠唱も、ジェラードの台詞のみ語尾が独自のものになる。アリューゼの家に来たときは変装してアンジェラと名乗っていた。
漫画版ではエインフェリアに選定されてからは終盤まで常にレナス、アリューゼと行動を共にする。エインフェリアになってからの衣装が異なっており、首から下の全身を覆うマントを羽織っている。
ロウファ
声 - 内藤敦
槍闘士。20歳。生前はアルトリア騎士団長の息子であった。
真面目で誠実、折り目正しく、わけ隔てない性格。由緒正しい家柄の生まれながら、生前からアリューゼ、カシェルなどの社会的地位が決して高いとはいえない戦士たちとの交流が多く描かれており、アリューゼを尊敬している。人物特性で「美形」を持つ数少ないキャラクター。また、ゲーム中で唯一「この力、ヴァルキリー様のために」とヴァルキリーに様付けをする人物。
恩人であるアリューゼのため、アリューゼに代わって捕らえられたロイを牢から逃がし、死後エインフェリアとなる。作中ではその最期もヴァルキリーに選定される瞬間も明確にはされていないが、書籍での解説によれば、ロイを逃がした後に投降して処刑されたとされている。前世でも戦乙女と縁があったらしく、過去のディパンで姿を見ることが出来る。
漫画版ではロイを牢から逃がそうとした際に不死者に襲われ、自身も不死者にされかけていた所をヴァルキリーに討たれ、アリューゼの頼みでそのまま選定されている。
決め技は連続突きから巨大な竜巻を起こす「ジャストストリーム」。
ノーマル・ハードモードでのみエインフェリアとなる。

#### ラッセン
ベリナス
声 - 中田和宏
剣士。37歳。生前はラッセンの貴族であった。
博愛主義者のロマンチストであり、身分差別を嫌い、指導力に富み多くの人々から慕われる人望の厚い地方領主であった。妻（声 - 高乃麗）が居る身でありながら、長年家で働いてきた家政婦である阿沙加を愛してしまい、不死者に襲われた彼女を救うために命を落としエインフェリアとなる。
ゲームでは曖昧にされているが実は不死者が現れたのはベリナスと阿沙加の親密さに嫉妬をしていた妻による儀式で召喚されたものであり、妻が亡くなったのも儀式で命を捧げたからである。
漫画版ではゲームでは曖昧にされていた妻に関する部分が補完されている。設定資料集によると、ベリナスの初恋は阿沙加であり、妻との結婚は阿沙加と出会ってから、親が決めた相手との結婚であった。
決め技は結界で相手の動きを止めた後、下から巨大な剣で貫く「ボイドエクストリーム」。

#### クレルモンフェラン関連
ラウリィ
声 - 阪口大助
弓闘士。18歳。生前はクレルモンフェランの兵卒であった。
彼自身は戦いを好んでいたわけでも軍人の家柄だったわけでもないが、戦争中の祖国の風潮によって、戦闘技術を身につけることを強制された普通の少年であった。そのため戦いには不向きな性格で、真面目だが気が弱い。戦争が終わったら婚約者のミリアと結婚しようとしていたが、金槌であるのが災いして、戦闘中に海へ落ちて溺死。エインフェリアに選定される。
ディパンでのイベントでは、アリューゼ、メルティーナ、ラウリィ、ロウファの4人の前世がアーリィに従っているシーンが描かれている。
決め技は無数の矢で相手を貫く「レイヤーストーム」。
ジェイクリーナス
声 - 若本規夫
弓闘士。40歳。生前は元クレルモンフェラン騎士団の一員。父親（声 - 麦人）やロキなどからは「ジェイク」という愛称で呼ばれている。
寡黙だが思いやりが深く、強い忠義心を持つ。忠義のために汚い仕事をもこなして来た有能な人物だったが、自らを犠牲にして騎士団の不祥事を隠した際に、騎士の位を剥奪された上に不名誉な噂で貶められるという“証拠隠滅”を図られ、それ以降10年以上の間戻ることも出来ずにいた。残してきた父を想いクレルモンフェランに帰郷するが、それを自分たちへの復讐に来たと考えた家臣たちの手にかかり、死後エインフェリアとなる。
決め技はボウガンを連射して相手を打ち上げた後、爆発する強力な矢を叩き込む「ギルティブレイク」。
ジェイル / レティシア
声 - 高乃麗
剣士。20歳。ゲーム上では「ジェイル」という偽名で表示されるが、本名は「レティシア」。女性であることを隠し騎士団に入団していた、男装の麗人。
強い精神力と意志力を持ち、真面目で几帳面なモラリスト。反面、頑固で融通が利かず、感情的になりやすい一面がある。元はジェラベルン出身の普通の少女だったが、クレルモンフェラン軍の参謀であるマグナスによって家族を殺され、その仇を討つために男装して偽名を名乗り、クレルモンフェランの騎士となる。いつしか自らの素性を知った騎士団長のファーンと惹かれあうが、志半ばでJ.D.ウォルスに操られたファーンの剣に倒れエインフェリアとなる。
決め技は怒涛の連続突きの後、渾身の突きを見舞う「エターナルレイド」。生前にファーンから伝授された技である。

#### カミール村
カシェル
声 - 岩永哲哉
重戦士。24歳。冒険者だが、楽観的で、細かいことは気にしない大雑把な性格。暗い雰囲気の漂う当ゲームのなかでは異彩を放つ快活さの持ち主で、単純一直線の熱血漢である。生前からアリューゼに憧れ大剣を使っており、大剣の他にもアリューゼの言葉を真似て、仲間に突っ込まれるという場面など、言動のあちこちにアリューゼの影響を受けていることが窺える。同じくアリューゼを尊敬しているロウファとは友人。
生前は各地をあてどなく放浪する旅の剣士として、総勢7名の仲間と組み気楽な日々を過ごしていた。後にエインフェリアとなるエイミ、グレイはその時の冒険仲間である。しかし、同じく仲間だったレミアをグレイが殺して消息を絶ってしまったことによりパーティは離散。同じくグレイを追っていたエイミとも分かれ、それ以降はパーティの一員だったセリアと二人でグレイの行方を探していた。
決め技は突進して斬りつけた後すぐに後退し、飛び上がって急降下からの一撃を食らわせる「ファンネリアブレード」。
ノーマル・ハードモードでのみエインフェリアとなる。

#### フレンスブルグ
ロレンタ
声 - 幸田直子
魔術師。36歳。生前はフレンスブルグ魔術学院の学院長であった。
責任感が強く厳格な一面もあるが、理知的で協調的、根は温和な性格。魔術師としても教師としても優秀だったが、目をかけた優秀な教え子であるレザードやメルティーナからは疎まれていた。不運にもレザードの策略に利用される事になり、グールパウダーで凶暴化した夫（声 - 麦人）の手で殺される形で命を落とし、死後エインフェリアとなる。また、グールと化した夫もヴァルキリーの手で首を落とされて葬られた。
コンプリートガイドの開発スタッフインタビューによると、当初は仲間になる予定のキャラクターではなかったのだという。
ノーマル・ハードモードでのみエインフェリアとなる。
メルティーナ
声 - 山崎和佳奈
魔術師。23歳。ロレンタの教え子で、学園をトップで卒業した天才魔術師であったが、エゴイストかつナルシストを自認し、派手好きでもある。級友のレザードからは「メル」という愛称で呼ばれている。
傍若無人で自己中心的な言い回しが多いが、優しい一面も持ち合わせている。過去にこだわらない性格で、レザードに理不尽な理由で殺害された時もさほど気にしなかった。学園を追放されたレザードとは同期の級友。レザードのアジトである塔から、解剖用として勝手に実験用ホムンクルスを盗み出すが、それを発端としてレザードに目をつけられてしまう事になった。ユグドラシルに行く手段を聞いて、幽体離脱装置で出て行った隙に、レザードに冷凍呪文で装置ごと氷付けにされる形で肉体が死亡、エインフェリアとなる。その優れた魔法能力ゆえ、彼女はレザードが危険を感じる数少ない魔術師であった。
漫画版ではレナス復活に必要な魔術師として、レザードに殺される形で無理矢理協力させられる。本人が気付かない内に寝ている間に胸を刺されて殺されており（自分の死体を見るまで死んでいる事に気付かなかった）、ゲーム版と死に方が異なっているが、それを知った直後に激怒しただけでゲーム同様さほど気にしなかった。登場時期の関係でレナスとの交流はほぼ描かれないが、最終決戦ではフェンリルの相手を引き受け、レナスの背中を押した。
ノーマル・ハードモードでのみエインフェリアとなる。生前の彼女は神界へ行き知識を得ることを望んでいたが、アリューゼやガノッサと同様、最後まで神界に転送することができない。

#### ヴィルノア関連
エイミ
声 - 折笠愛
槍闘士。25歳。冒険者で、カシェルとグレイとは生前からの冒険者仲間である。体内に竜紅玉を持っており、巨大なドラゴンに変化する力を持つ。ドラゴン変化をしすぎると次第に自意識が侵食されていくという副作用があるが、本人はそれに気づいていない。
生前にはカシェルと同じくレミアを殺したグレイを憎んでおり、レミアの死以降は単独行動をとり、長いことグレイの行方を捜して一人で旅をしていた。その後彼女の竜紅玉を狙っていたガノッサに捕らえられて非業の最期を遂げるが、死後エインフェリアとなる。姉御肌気質で、明るく豪快、さばさばした性格。度胸も肝も座っており、かなりの酒豪である。
決め技はドラゴンに変化して光線を放つ「ドラゴンドレッド」。
ノーマル・ハードモードでのみエインフェリアとなる。
バドラック
声 - 星野充昭
弓闘士。40歳。生前には自分勝手の無法者な盗賊で、酒や女には目がない典型的な小悪党であった。
腕は確かだが、一匹狼を気取る性格から盗賊ギルドに所属せずに仕事を続け、それゆえに盗賊ギルドに目をつけられる。ジェラード王女誘拐なども含めて数え切れないほどの悪行を重ねてきたが（その際にはジェラードとアリューゼを見捨てて逃亡している）、かつて身売りに出されていたルシオの妹を気紛れで助けたことがあり、そのことがきっかけでヴァルキリーに選定され、死後エインフェリアとなる。
決め技は可燃性の粉末を相手の周囲にばら撒き、着火して粉塵爆発を起こす「スフィアデサイド」。
ガノッサ
声 - 麦人
魔術師。68歳。生前はヴィルノアの軍師であった。
「原初の秘法」と呼ばれる魔法以外の技術を用いて、ヴィルノアを一大軍事大国へと押し上げた。神を凌駕する手段として竜宝玉（ドラゴンオーブ）を狙ったが、その事でオーディンやレナスの注意を引いてしまう。性格的にはとてもエインフェリアたる資格を持ち合わせてはいないが、状況が切迫していることとドラゴンオーブがミッドガルドから持ち出されたことをエインフェリア達に露見させないようにするため、オーディンからエインフェリアとして迎える命がレナスに下る。竜宝玉を狙う真の目的は不老不死である。
ノーマル・ハードモードでのみエインフェリアとなる。ガノッサの意思なのか、神界に拒まれるのかは不明だが、ヴァルキリーによる神界転送ができないエインフェリアの一人。しかしアリューゼやメルティーナとは異なり、Aエンディングルートのストーリーには絡まない。
『ヴァルキリープロファイル 咎を背負う者』にも登場している。

#### ジェラベルン
ルシオ
声 - 佐々木望
剣士。19歳。生前はジェラベルンの貧民街に住んでいるスリグループの一員であった少年。
あるとき仲間の一人が貴族の財布に手を出してしまったことをきっかけに、貧民街が焼き討ちに遭い、その際に仲間を守るために命を落としてエインフェリアとなる。コリアンドル村の出身で、幼馴染にレナスと同じ銀髪のプラチナという少女がいた。プラチナは早くに死去しているが、エインフェリアとしてレナスと出逢った際、レナスにその面影を重ねている。実際にレナスの過去とは深い関わりがあり、Aエンディングの成立条件に関わるキーパーソンの一人でもある。
Aエンディングルートではエインフェリアとなり神界に送られた後、ヴァルキリーとプラチナは同一人物であるという考えに至るが、イヤリングをヴァルキリーに送ろうとするも拒絶され、その状況を野心のために利用したロキによって消滅させられる。しかしそれがレナスが記憶を取り戻す一連の出来事の切っ掛けとなる。ロキが倒された後は復活し、プラチナとしての記憶を取り戻したレナスとも再会を果たした。ただし、Aエンディングの発生条件を満たしていない場合は最後までエインフェリアとして活躍する場合もある。
決め技は電撃を宿らせた剣で上下左右から斬りつける「ラウンドリップセイバー」。
ノーマル・ハードモードでのみエインフェリアとなる。

#### アークダインの遺跡関連
グレイ
声 - 長友達也
重戦士。肉体を失い鎧に魂を宿した戦士。
寡黙で無愛想ながら誇り高く自己犠牲の精神を持ち合わせている人物。生前にはカシェル、セリア、エイミの元冒険者仲間であったが、その後彼らの冒険者仲間だったレミアを殺害した疑いをかけられ、仇として狙われていた。カシェルたちのパーティの離散のきっかけを作った人物でもある。実は彼自身がレミアを手にかけたのではなく、その真相は一度命を落とした際にレミアに換魂法（自分の命を引き換えに死者を蘇らせる秘術）で助けられたというもので、同じく換魂法でレミアを助け返そうとして失敗、肉体を失って鎧だけの存在と成り果ててしまった。自責と後悔の念から、「レミアを殺した」と仲間たちに告げて行方をくらませていた。
決め技は光弾と衝撃波を纏いながらの突進突きで背後に回り、相手を氷結させた後打ち砕く「アイシクルディザスター」。
リセリア
声 - 井上喜久子
魔術師。ヴァン神族の始祖ユーミルの血を継ぐといわれる女性。
生前から魔術師として力量が優れているだけではなく、未来を予知する能力も持っていた。控え目で、博愛の精神に満ちた心優しい女性だが、悲観的な傾向もある。故に自身のあまりに強大な力に恐怖と絶望を抱き、自ら命を絶ってしまう。死後も自分の肉体と魂が悪用されることをおそれ、自らその遺体をアークダイン遺跡最深部の魔晶石の中に封じていた。
ハードモードでしかエインフェリアにならず、本編で神界転送した場合、Bルートのラストダンジョンとセラフィックゲートでは使用できなくなる。

#### 海藍（ファイラン）
洵（ジュン）
声 - 小野坂昌也、若本規夫（鬼となった姿）
侍。21歳。生前には妹である阿衣の目を治すため倭国を旅していた。
冷酷非情で現実的な性格だが、阿衣のことだけは心の底から大切に思っている。万病に効くといわれる「魂玉石」を持つ鬼を探して退治したが、その鬼に憑依されて自分が鬼となって人を傷つける存在になってしまう。しかし、ヴァルキリーに成敗されて正気を取り戻し、エインフェリアとなる。二刀流の剣技は我流だが、「神宮流」なる流派を名乗っている。
決め技は素早いスピードで残像を生みながら相手を切り刻む「千光刃」。
那々美（ナナミ）
声 - 柳瀬なつみ
魔術師。17歳。生前には海藍の昴后神社の養女であった。
誰にでも優しく、物静かで清廉潔白な少女。非好戦的な性格を反映してか、やや臆病な一面もある。神社の跡取りとして力を受け継ぐ儀式を行うも失敗し、それを自分が血の繋がりを持たない養子であるがゆえと考え、自分の存在意義に悩む。再度儀式に挑戦した際、養父母の亡き実娘である美那代の霊に身体を譲り渡し、死後エインフェリアとなる。
夢瑠（ユメル）
声 - 江森浩子
魔術師。16歳。倭国近辺に生息する人魚と人間のハーフ。
明るく元気な少女。父親は倭国の将軍であり、夢瑠が生まれたことで将軍が和平に努めるようになり戦争は終わったが、人魚の間では人間や人間に関わる者を迫害する意識が根強く残り、母親の人魚は迫害の中で死んでしまう。拠り所を失って父親を探しに地上に出てくるが、父親も既に死んでいたと知る。混血であるため人間の姿と人魚の姿を自由に使い分けることができ、戦闘中では魔法を使うときのみ人魚の姿になる。
方向感覚に優れている設定だが、設定資料では方向音痴という設定になっている。
詩帆（シホ）
声 - 白鳥由里
魔術師。21歳。盲目の歌姫。物静かで、あまり感情を表に出さない。視力と引き換えに他者を魅了する歌声を持ち、生まれたときから歌姫となることを宿命付けられていた。
歌により兵士が狂戦士化し凄まじい戦闘力を発揮するため無敵を誇っていたが、その反面被害も大きく、戦が終わると狂戦士化して死んだ兵士の家族に罵倒される毎日を送っていた。戦いに敗れ死後エインフェリアとなるが、その死は、彼女の最期に立ち会った蘇芳にも影響を与える。
ヴァルキリーに選定されるシーンは描かれておらず、ゲーム中の魔術師の中で唯一、初期状態のままでは攻撃魔法を一切覚えていない。
蘇芳（スオウ）
声 - 高瀬右光
侍。24歳。生前は倭国の戦闘集団「百鬼衆」の一員であった。
強い精神力と高い戦闘力を持ち、「百鬼衆」の中でも敏腕でかつ情け深い人物で、信念に生きる忠義の侍。他の百鬼衆たちと同じ鎧をまとい同じ骸骨のような仮面を被っているが、その下には人間の若い男性の素顔がある。生前のある日、無敵を誇っていた狂戦士部隊を打ち破ることに成功した際に、その奥で詩帆を発見して保護するが隊長に斬り捨てられてしまい、自分の信じるものに初めて疑問を抱く。その後「村人に紛れた敵工作兵の殲滅」という名目である村を焼き討ちにする任務中、家族を守ろうとする青年を見て自らの本望に気づき、死してエインフェリアとなる。
決め技は巨大な氷の柱を連続で生み出し相手を貫く「氷葬方陣」。

### 一時的に仲間となる人物
エインフェリアではないが、イベントで一時的に仲間となる人物。
フレイ
神族の項を参照。
レザード・ヴァレス
声 - 子安武人
魔術師。24歳。自分の目的のためには手段を選ばない、残虐なエゴイスト。
賢者の石をもち、錬金術師と死霊術士（ネクロマンサー）という二足の草鞋を履きこなす。神々でも扱いきれるのはオーディンのみという「失伝した呪（ロスト・ミスティック）」すら使いこなす強大な魔力を持ち、神々の力を得るために禁断の魔術に手を染める狂気の魔術師である。
かつてはフレンスブルグの学院に在籍していた際にはメルティーナと級友で、ロレンタを師に持っていたが学院を追放された。レナスに偏執的な愛情を抱いており、「人間としてのレナス」にこだわっている。そのため、エルフを使って彼女に瓜二つのホムンクルスを大量に作りだし、研究に使っている。
本作の開発スタッフ曰く彼は「変態」であり、好き嫌いが両極端に分かれる強烈な悪人キャラクターであることを意図して描かれている。実際、公式のアンケート調査では主人公のレナスと1、2を争う人気がある一方、嫌いなキャラクターランキングでも第1位を獲得している。
ノーマル・ハードモードのみ登場する。悪役ではあるものの、Aエンディングルートのイベントでの1シーンではレナスの危機に際して一時的に仲間になり、エインフェリアたちと共闘する場面もあるほか、エンディング後の隠しダンジョンで仲間にすることができる。隠しダンジョンでの戦闘時のBGMは「スターオーシャン セカンドストーリー」のカマエルら3人との戦いのものである「Beast of prey」が使われている。続編『ヴァルキリープロファイル2 シルメリア』でも主要登場人物として登場するほか、『スターオーシャン セカンドストーリー』には彼の名を冠したアイテムが登場する。『ラジアータ ストーリーズ』ではレナスやセラフィックゲートのボスキャラクターと共に隠しダンジョンの敵として登場する。
漫画版ではアリューゼ＆ジェラード編にてロンベルトを支援していた真の黒幕としても登場し、ここでレナスを見初めた事になっている。その際にレナスからニーベルンゲンの指環を奪っており、これを切っ掛けに、レナスは封印された記憶を時折垣間見るようになっている。
ブラムス
声 - 乃村健次
かつてアース神族と戦った不死者の王（ノーライフキング）。シルメリアの精神を手中に収めている。オーディンとは正反対に正面から解決するタイプであり、性格も非常に潔く公明正大。その実力はオーディンすらも凌駕するらしく、かつてはアーリィとも壮絶な対決をしている。公明正大で正攻法を好むブラムスがなぜシルメリアを人質に取っているのか、本作では彼らしくない行動であることが示唆されるのみで、その理由は明らかにされない。アーリィや前世のアリューゼとは因縁があるが、本作では詳細が描かれない。
ノーマル・ハードモードのみ登場する。Aエンディングルートのイベントでの1シーンと隠しダンジョンでのみ仲間になる。隠しダンジョンでの戦闘時のBGMは「スターオーシャン セカンドストーリー」のメタトロン戦のものである「The Climax of the tower」が使われている。武器はナックルで、拳による殴打で戦う。続編『ヴァルキリープロファイル2 シルメリア』でも重要な人物として登場し、シルメリアとの関係についても語られるが、本作での設定とは大幅に異なる。
決め技は連続パンチからアッパーにつなぎ、その後赤い衝撃波で相手をなぎ倒す「ブラッディカリス」。
漫画版ではアーリィ戦にて初登場し、ゲーム同様にアリューゼらに加勢する。その後はアスガルド丘陵にてレナスの前に立ちふさがるも、前世での因縁を感じ取ったアリューゼと戦うことになる。しかし直後にブラッドヴェインが襲撃し、再びアリューゼと共闘。戦いの後はアリューゼとも決着を付ける事なく姿を消した。

### その他の人物
プラチナ
声 - 冬馬由美
物語のプロローグに登場する少女。ルシオの幼馴染。貧しい寒村のコリアンドル村で、実の両親から虐げられて育つ。身売りされそうになりルシオと逃避行するが、鈴蘭の草原で死亡する。プラチナというのは「髪が珍しい白銀色をしていたから」という理由で付けられた名前。ルシオは同じ髪の色を持つレナスにプラチナの面影を重ね、レナスの正体を知ろうとする。
プラチナとレナスが同一人物であるのか、ルシオの思い込みに過ぎないのかどうかは、本編中ではレナスの言動から推察できる描写があるものの明言はされない。ただし関連書籍では、プラチナはレナスの転生した姿であると説明されている。ルシオはプラチナが鈴蘭の毒で死んでしまったのだと思い込んでいるが、実際の死因はその瞬間にオーディンによってレナスが人間界から招致され、神界へと転生したためであった。この時の記憶はヴァルキリーとしての任務の障害になるものとして封印されており、Aエンディングルートにおいてレナスが解き明かすべき謎の核心となる。
ライア
声 - 幸田直子
プラチナの母親。貧しさのあまり娘への愛情を無くしてしまい、プラチナを売ろうとした。
ルシオの妹
ルシオの妹で、彼がプラチナを連れて村から抜け出そうとする前に、人買いに売られてしまっている。この時の出来事が切っ掛けで、ルシオは村の人間達に失望してプラチナを連れ出す決心をしている。
売られてしまった後の動向は不明に見えるが、実はその後のバドラックの回想にて登場しており、過去に彼が密かに奴隷商人から連れ出した少女こそがルシオの妹であった。その後はカミール村の教会に預けられ、村が封印されていた不死者によって半ば全滅した後も生き残っている。自身を救ってくれたバドラックの事は今でも覚えており、いつか彼に渡す為に「手織りのバンダナ」を織っており、それはヴァルキリーによって果たされる。なお、互いに成長しているのが原因で、肝心の実の兄であるルシオとは、お互いの正体に関して気付いていないとの事。
セリア
声 - 江森浩子
カシェル、グレイ、エイミの冒険者仲間だった女戦士。古代文字をそれと判別して解読することができるなど、知力にも長ける。
レミアの死、その犯人とされるグレイの失踪という事件を経てパーティがバラバラになってしまった後はカシェルと共に行動し、グレイの行方を追っていた。単純であまり物事を深く考えないカシェルの良き相棒で、理性的でしっかりした性格。ゆえに直情的なカシェルやエイミとは異なり、「自分がレミアを殺した」というグレイの言葉に不自然なものを感じていた。最終的には、カシェルやエイミ、グレイも含めた仲間の全てを失ってしまい、ただ一人だけ生き残ってしまう末路となった。
コンプリートガイドの開発スタッフインタビューによると、当初は仲間になる予定であったのだという。
レミア、ラルフ、バルトス
カシェルたちと冒険した仲間。現在は故人だが、レミア以外の二人はどのように亡くなったか不明である。
ロイ
声 - 岩永哲哉
アリューゼの弟。足が不自由で絵を描くのが好きでおとなしい性格。アリューゼがジェラードの仇討ちを遂げて自刃したため、その罪を被る形で死刑になるが、ロウファの手引きを通して、カシェルとセリアによって逃がされる。
阿衣（アイ）
声 - 白鳥由里
洵の妹。両目の盲目を患っている。
阿沙加（アサカ）
声 - 井上喜久子
ベリナスの侍女をしている倭人の女性。奴隷として売られていた所を可哀想に思った侍女のマリアが独断で買い取ったが、ベリナスの父に見つかってしまう。ベリナスの助け舟もあり、後に彼の侍女となるが、ベリナスと阿沙加の関係に感づいたベリナスの妻の嫉妬により、呪い殺されてしまうが、換魂の法によってベリナスが身代わりになる形で蘇生される。なお、ベリナスの妻が邪法に手を出して命を落とす際に、自身を救ってくれたマリアも巻き添えで命を落としている。
コンプリートガイドの開発スタッフインタビューによると、当初はベリナスと生死の設定が逆であり、亡くなったベリナスの身代わりになる事で阿沙加の方が仲間になる予定だったという。
クレア
声 - 折笠愛
ルシオの仲間である少女。強気な性格だが、怪我をしたルシオに優しくする所もある。ルシオに思いを寄せており、彼が今でも引きずられている銀髪の少女・プラチナと同じ銀髪であったレナスを街で見かけた際、嫉妬から石を投げて負傷させている。
ミリア
声 - 折笠愛
ラウリィの婚約者である少女。彼が戦争から無事で帰ってくることを待っていたが、願いは実らなかった。

### 敵対人物
バルバロッサ
声 - 池田秀一
ディパン公国最後の王。妻のマルベスがいる。腹心の魔導師達が行っていた実験が神の怒りに触れアーリィによって斬首される。後に不死者となった魔導師達に霊体を集められて自分達のガーディアンとして利用されてしまい、廃墟となったディパンを訪れたレナスらに対し、首なしの巨大な騎士の姿となって襲いかかる。レナスらの攻撃でバルバロッサは倒せず、レナスは魔導師達の企みによってバルバロッサが生きていた時代までタイムスリップさせられるが、そこでバルバロッサの執念を解く手段を得ることになる。
続編『ヴァルキリープロファイル2 シルメリア』では、アリーシャの父親として登場する。
レイス
声 - 中田和宏
ハードモードにのみ登場。水中神殿の奥深くで悠久のときを過ごしていた不死者。残忍な性格。水中神殿の紹介の中で「強力な不死者がいる」と表記されているように極めて強力な力を持つ不死者である。グラフィックは一般の敵の物が流用されているが、キャラクターボイスがあり、ボイスコレクションの対象になっている。
アズタロサ
声 - 若本規夫
ハードモードにのみ登場。古代墳墓アメンティの奥深くに眠る太古の王。自らが死ぬ間際に、数万に及ぶ自分の国の民を殉死させ、呪術を用いて悠久のときを経て強力な不死者となって甦る。不死者として復活することを察知したレナスによって封印を解かれたため、襲いかかって来る。
J・D・ウォルス
声 - 折笠愛
天空城に封印されていた美しきネクロマンサー。しかしその美貌は幾多の人々の屍の上に成り立っているとされている。ジェイルを仲間にするときのイベントでも登場する。イベントの会話からアーリィやシルメリアとは幾度も戦ったことがあるらしく、そのいずれかによって己の居城である天空城ごと海底に沈められて封印されていたが、力を取り戻して城を再び空に浮かび上がらせた。
ブラッド・ヴェイン
声 - 乃村健次
元はニヴルヘイムに住んでいた邪竜で、人間の言葉を話す。その腹の中には、最後の四宝である魔剣レヴァンテインが納まっている。Bエンディングルートではヨツンヘイムの配下となっており、Aエンディングルートではロキ側に就く。
バトルではHPが一定以下まで減ると「キュア・プラムス」で延々と回復をしてくる特性を持つ。
漫画版ではAルート同様にロキに就き、フェンリルと共にヨツンヘイムを滅ぼし、アスガルドをも壊滅させた。その後はアリューゼとブラムスの戦いに乱入し、共闘した二人に倒された。
フェンリル
氷狼と呼ばれる氷の鎧をまとった魔獣。Aエンディングルート終盤でラグナロクが発動した際に、ロキによって封印を解かれ、ボスキャラクターとして立ちはだかる。強力な敵であるものの炎属性の攻撃が弱点となっており、弱点に対して即死効果のある武器が通用する。
漫画版ではブラッド・ヴェインと共に「ロキの子供」と呼ばれており、フェンリルがロキの息子である実際の神話と同じ設定になっている。アスガルド丘陵にてレナスの前に立ちふさがるも、相手を引き受けたメルティーナに倒された。
ファーブニル
神界でのイベントにおいて名前だけの登場で、直接は登場しない。火の国であるムスペルヘイムに登場する火炎竜。ヨツンヘイムの門に仕掛けられた氷の門の封印を解くことが出来る唯一のアイテム「炎珠の紅玉」を所有している。なお、設定画のみ存在しており、片手に炎珠の紅玉を持っている。また、地上界でのイベントで、ファーブニルから奪取した炎珠の紅玉をエルフの森で修復するイベントがある。
ガブリエ・セレスタ
声 - 長友達也
クリア後の裏ステージであるセラフィックゲートの中ボス。力の大半を分身であるイセリア・クイーンに奪われた。トライエース作品の隠しダンジョンにおいてはお馴染みのボスキャラクター。初めて声が付いた本作では少女型の外見に反して男性の声であり、以降のトライエース作品では外見も男性化していく。
イセリア・クイーン
声 - 高乃麗
セラフィックゲートの最終ボス。ガブリエ・セレスタと同じく、トライエース作品ではお馴染みのボスキャラクター。
パーティの組み合わせ次第ではバトル中に彼女が大魔法「ファイナル・チェリオ」を使用する際ボイスが出ない、HP半減後にBGMを早送りにする処理が戦闘終了後も継続するバグが存在するが、どちらもPSP版では修正されている。
彼女を10回以上倒すとそのたびに最強の武器である「咎人の剣“神を斬獲せし者”」が手に入る。

## 舞台
幾つかの都市やダンジョンは続編にも登場するが、以下では本作での描写のみ説明する。

### 都市
アルトリア
ヴィルノアとクレルモンフェランの二大国に挟まれた、大陸中央に位置する国。東西両国に比べると国力は劣り、その争いに幾度と無く翻弄されてきた。これまでは列強二国が争っているのをまだ傍観している立場にあったが、クレルモンフェランが劣勢となったことで、対面の火事とも言えなくなってきたこともあり、戦力補強のために傭兵を集めている。
カミール村
アルトリア領の農村。古びた遺跡があり、悪魔を封印していると言われている。他にも孤児院代わりの教会がある。不死者の攻撃により、ほとんどの村民が石となってしまっている。
ヴィルノア
大陸制覇を掲げる軍事大国。大陸北部から西部にかけて支配している。同じく大陸統一を目論むクレルモンフェランと対立していたが、「原初の秘法」と呼ばれる技術を独自に開発してからは勢力を増している。アルトリアへの侵攻も画策されており、様々な工作を行っている。戦争により経済は潤っているが、その軍事力とは裏腹に国内の治安は悪く、地方では子供を売って生計を立てている親も見られるほどである。
コリアンドル村
ヴィルノア領の山村。厳しい気候条件にあり、貧困に喘いでいる貧しい村。子供を人買いに売り渡す親が後を絶たない。物語のプロローグでは、ルシオとプラチナが住んでいた村として登場する。
クレルモンフェラン
大陸東部に位置する大国。「奉神戦争」という名の侵略戦争を行い、領土を増やしてきた。城下町が全て城壁に囲まれ、堅牢な防御を誇る。町並みは美しく治安も悪くないが、その実態は国民を狂信で支配する独裁国家である。ヴィルノアと対立し、現在は劣勢にある。
フレンスブルグ
大陸南東の諸島に位置する魔法国家。魔法学院および魔術師が深く政治に関わっていることもあり、他国の追随を許さない高い魔法レベルを誇る。アルトリアと変わらない程度の小国であるが、魔法技術のおかげで生活水準はそれより高く、他国に比べれば穏やかな雰囲気を保っている。やや大陸から離れているため大陸での戦争に巻き込まれることが無ければその意識も薄く、国にとって抱えている問題は、周辺に出没する魔物や不死者ぐらいである。
レザード・ヴァレスの塔
元フレンスブルグの魔術師であるレザード・ヴァレスが拠点としている塔。本来はフレンスブルグからも見える程の巨大さであるが、賢者の石を手に入れたレザードが発動させた特殊な結界によって、並の魔術師であっても見えなくなっている。様々な人間やエルフがここに拉致されては、非道な魔術実験やホムンクルスの材料等にされており、塔内では強力な不死者たちが徘徊している。
ジェラベルン
大陸南西に位置する国家。大国間の戦争に対する意識が希薄で、一見平和な国であるが身分の差が非常に厳しく、貧富の差も大きい。スリなどが横行する貧民街が存在する。
ラッセン
ジェラベルンの衛星都市。奴隷売買が盛んであり、倭国から売られてきた奴隷を扱っていることも少なくない。
倭国
南西にある大陸から離れた島国。長い間大陸との交流が無かったため、独自の文化が育っている。基本的に島全体が1つの国であるが、対立する小勢力が各地に散らばり、国内は内紛が絶えない状況にある。かつては人魚族とも対立していた。現在は、倭国統一を目的に活動する戦闘集団「百鬼衆」の存在が、戦争の流れに大きく関わっており、倭国中の民から恐怖の存在として認識されている。
海藍（ファイラン）
倭国の港町。ゲーム中には倭国の町は海藍しか登場しないため、海藍以外の倭国の町出身のエインフェリアも海藍で仲間になる。

### ダンジョン
アルトリア山岳遺跡
アルトリアの付近の山の中に存在する遺跡。誰が何の目的で建設したものかは不明。最初に訪れるダンジョン。晶石を使ったアクションを使いこなさなければ出入口から脱出できないという仕掛けがある。ゲーム制作スタッフが最初に試行錯誤しながら作ったダンジョンであり、見やすさや難易度の調整が不十分だった面もあるとされる。
イージーモードとノーマル・ハードモードでは内部構造が違う。
凶禍の森
イージー・ノーマルモードでのみ登場する。
ゾルデ地下墓地
アルトリアから北に位置する。死者を護るアンクが、最近不死者によって失われてしまった。
ノーマル・ハードモードでのみ登場する。
竜宮洞窟
倭国の北西部にある洞窟。那々美のイベントで登場する洞窟でもある。
イージー・ノーマルモードでしか登場しない。
サレルノ実験場跡
昔ある研究者が建設した実験場であるが、今は廃墟と化し実験植物が繁殖するとともに不死者の棲家となっている。
ハードモードでのみ登場する。
ネルソフ湿地帯
いつも雨が降っており、足場も悪く瘴気が立ち込める湿地。人間が近づかない場所の例に漏れず不死者の棲家となっている。過去に倒されたドラゴンが、現在もゾンビとして生息しており、それが原因でこの地域が汚染されてしまっている。
ノーマル・ハードモードでのみ登場する。
奇岩洞窟
カミール村に位置する、悪魔が封印されていたという遺跡。子供のいたずらによって悪魔が封印から解かれてしまい、住民の大半が石化されてしまった。
全ての難易度で登場するが、プレイヤーが内部に入れるのはノーマル・ハードモードでのみ。
なお、このダンジョンのみ町の一部であるため、進入してもピリオドは1しか経過しない。
ゴーラ教団本部
カルト教団の本部。なぜか不死者が巣食っている。
イージー・ノーマルモードで登場する。
ローム丘陵のカラクリ屋敷
大陸西端に佇む不気味な屋敷。既に所有者はこの世を去り無人であるはずだが、夜な夜な人の声が聞こえるという噂がある。内部構造は複雑を極める。
ハードモードでのみ登場する。
ブラムス城
不死者王ブラムスの居城。実時間で4分間の制限時間があり、時間が過ぎるとワールドマップに戻されてしまう。
ノーマル・ハードモードでのみ登場する。他のダンジョンと異なり、精神集中を経ずに出現する。
サッカス侵食洞
海水に浸食されてできた鍾乳洞。下水とともに不死者を封じ込めた封印があるが、年月で封印の効力が弱まってきている。
ノーマル・ハードモードでのみ登場する。
黒夢塔
死者の魂を引き寄せると言われている気味の悪い塔。
イージー・ノーマルモードでのみ登場する。
暗黒塔ゼルヴァ
内部のあちこちに目玉や内臓のような装飾が見え隠れし、塔そのものが生きているかのような塔。冥界の女王ヘルの使者が送り込まれている。
ハードモードにのみ登場する。
レザード・ヴァレスの塔
レザード・ヴァレスが拠点としている巨大な塔。内部はエレベーターが通っているがそれでも複雑に入り組んでいる。随所に刻まれたルーン文字の魔力により存在次元がずらされているため、フレンスブルグからあまり離れていないにもかかわらず、塔の存在を知るものはいない。
ノーマル・ハードモードで、ロレンタを仲間にする際のイベントを経て出現し、そのまま内部の探索に移行する。
アークダインの遺跡
大陸北西にある巨大な遺跡。中には巨大な魔晶石が安置されているという噂があり、最深部ではリセリアが魔晶石内に封印されている。
全ての難易度で登場する。
炎の城塞
炎に包まれている城。この炎は不死者によるものだと言われている。
ハードモードにのみ登場する。
亡失都市ディパン
大陸北端に位置する廃墟。かつては巨大国家として繁栄していたが、あるとき神々の怒りに触れた結果、アーリィによって国王のバルバロッサが処刑され、滅亡した。現在は国の滅亡に大きく関わり、不死者と化した三人の賢者たちの巣窟となっている。
全ての難易度で登場する。PSP版で追加されたムービーでは続編『ヴァルキリープロファイル2 シルメリア』の主人公アリーシャが登場する。
水中神殿
ほとんどが水中に没している神殿。最奥部からは極めて強力な力を持つ不死者の存在が感じられる。
ハードモードでのみ登場する。
精霊の森
エルフが住まうと言われている広大な森。奥への侵入を拒む霧が絶えず漂っており、侵入者を惑わす。これを突破するには住人であるエルフに案内を受けないといけない。
全ての難易度で登場する。
古代墳墓アメンティ
大陸南方にある砂漠の真ん中にある遺跡。かつて繁栄した古代王国の遺跡であるが、滅亡する際の呪術によって非常に数多くの不死者が眠っている。
ハードモードでのみ登場する。
奉竜殿
四宝の1つ・ドラゴンオーブが安置されている神殿。しかし現在はドラゴンオーブの力は感じられず、不死者の巣窟になってしまっている。
ノーマル・ハードモードでのみ登場する。
天空城
強大な力を持つ不死者の根城。昔神々の手によって海深く沈められていたが、再浮上した。
全ての難易度でその姿を確認できるが、内部に入れるのはハードモードでのみ。
アリアンロッドの迷宮
巨大なクレバスの中に存在する迷宮。異界の入り口とも言われ、中には強力な不死者が存在する。
ハードモードでのみ登場する。
忘却の洞窟
入るたびに形を変えると言われているダンジョン。チャプター毎にMAPのどこかに姿を現し、一度出ると消えてなくなる。内部構造は数パターンある中からランダムで決定され、場合によっては序盤で終盤クラスの不死者と遭遇する場合もあるが、その分強力なアイテムを手に入れられる可能性もある。
全ての難易度で登場する。
ヨツンヘイム宮殿
「ラグナロク」として、ヴァン神族との決戦のために乗り込む。氷に閉ざされた国ヨツンヘイムの宮殿であるため、ほとんどが氷に覆われている。最奥部にヴァン神族の王・スルトが鎮座している。
全ての難易度で、Bエンディングの成立条件を満たしたときに登場するラストダンジョン。このダンジョンでは神界に転送したエインフェリアも（戦死していない限り）再加入する。
アスガルド丘陵
「ラグナロク」が始まり、反旗を翻したロキによって大部分が破壊されてしまったアスガルドのとある地域。途中でブラッド・ヴェインとフェンリルが立ちはだかり、最上部にロキが待ち構える。
ノーマルもしくはハードモードで、Aエンディングの成立条件を満たしたときにのみ登場するラストダンジョン。複雑な構造だったヨツンヘイム宮殿とは異なり、完全に一本道であるが、その分強力な敵と戦うことになる上に、ボスクラスとの戦闘は絶対に避けられない。また、ヨツンヘイム宮殿と違って神界に転送したエインフェリアは戻ってこない。
セラフィックゲート
クリア後の隠しダンジョン。本編との関係は無く、一定の条件を満たすことでメニュー画面に出現する。メニューからセラフィックゲートを選択し、出現条件を満たしたセーブデータのいずれかを選ぶことで、ダンジョンのスタート地点から直接開始される。
内部にはトライエース作品でお馴染みのボスキャラクターや、本編のボスと同じボイス持つモンスターなどが登場する。本編のボスの一部は本編のプレイのみではボイスコレクションを集めきれないため、このダンジョン内の「ボス似のモンスター」のボイスを代わりに収集することになる。
出現に必要なクリアデータおよび開始に使うクリアデータの難易度は不問であるが、本編のハードモードでのみ手に入るアイテムを使って開ける扉が随所に設置されているため、隅々まで踏破するにはハードモードのデータで挑む必要がある。その扉の中では強力なアイテムが手に入るほか、レザードやフレイなど、本編で一時的に仲間になったキャラが待ち受けており、彼らと戦い勝利することで仲間にできる。セラフィックゲートで仲間になるキャラクターたちは自分がゲームの登場人物であることに自覚的で、台詞の内容はメタフィクション的な内容となっている。

## 用語
アスガルド
神々が住まう神界。オーディン率いるアース神族とスルト率いるヴァン神族との間に戦争が勃発している。
ヴァルキリー
主神オーディンの名の元に刃を振るう女傑にして神々の戦士に相応しい魂をアスガルドに導く選定者。独自の設定として運命を司る三姉妹の女神と同一存在とされている。動乱の時代に降り立つ彼女らの存在はミッドガルドでも戦乙女の伝説として語られている。故に歴史の影で暗躍するネクロマンサーの様な邪な人間にはヴァルキリーを排すべき障害とする者が存在し、ヴァルキリーにとっても彼らは魂を冒涜する討つべき仇敵である。彼女たち姉妹は三人の内、オーディンの勅命を受ける一人だけが器となる肉体を与えられ、残り二人は自身が呼ばれる時まで眠りに付いている。実は元となっている魂は元来ミッドガルドに生まれ生きてきた人間の女性のものであり、アスガルドの神であるのと同時にミッドガルド人の転生体でもある。
ヴァルハラ
アスガルドに建つ広大な館。ヴァルキリーに選定されたエインフェリア達が集う。
エインフェリア
死後ヴァルキリーにより魂を記憶された人間。エインフェリアとして選ばれる人間は高潔であることがほとんどだが、まれに残忍狡猾だったり、犯罪者紛いだったりと不徳を持つ者もエインフェリアになることがある。裁定できるのはアーリィ、レナス、シルメリアの運命の三女神であるヴァルキリーたちのみであり、彼女たちだけに与えられた特権（エインフェリアとなる魂を自由に選び、決定する権利）である。この特権は絶対のものであり、アース神族の王であるオーディンといえどもその選定を覆すことは不可能である。ただし、オーディンがヴァルキリーに命令することによって特定の人物を間接的にエインフェリアに選定することはできる。
ビフレスト
人間界ミッドガルドと神界アスガルドをつなぐ虹の橋。
ミッドガルド
人間たちが住まう地上。大小様々な国家が乱立し、戦乱の絶えない土地となっている。さらに宝玉ドラゴンオーブをオーディンが持ち去ったことで、世界そのものが不安定になっている。
アーティファクト
本来神界にあるべき特殊な力を持った武具や道具のこと。オーディンに献上することで評価値が上昇するが、レナスやエインフェリアが装備可能なものもあり評価値を犠牲にして献上を拒否することもできる。逆にオーディンからレナスに与えられる場合もあり、こちらは献上しなかったからと言って評価値が下がることは無い（それをまた献上すれば、評価値は上がる）。
ネクロマンサー
死霊使いとも呼ばれる。不死者の創造など禁呪に触れた人間の魔術師。殺人は勿論、眠れる死者を強制して呼び起こす、アーティファクトを奪い悪用するなどミッドガルドやアスガルドでも許されざる行為を劇中にて対峙する全員が平然と行っている。
不死者
俗に言うアンデッド。怨霊、吸血鬼やその眷族といった魔物が該当する。何らかの形で禁忌に触れ、或いはそれらの存在に縛られてミッドガルドに災いを招く。他の魔物と異なり高い知性と感情を持ち合わせ、ただ暴れるのではなく弱い人間の心に付けこむなど奸計の限りを尽くす者が殆どである。特に永きに渡って生者の血や魂を糧に存在しつづけた吸血鬼や、人間だった者が生前、邪悪な儀式などで自ら不死者になった個体は他と一線を画す戦闘力と地上に及ぼす影響力を持つ。また、強力なネクロマンサーが傀儡として使役する場合もある。
グールパウダー
ネクロマンサーが魔道実験を行ったときの副産物として生み出される魔の薬。服用した者を異形の怪物や不死者に変貌させる効果を持ち、作中ではジェラードやロレンタの夫が犠牲となった。
| 各種族の死後 | 各種族の死後                           |
| ------------ | -------------------------------------- |
| 人間         | (人間→人間)の輪廻転生を繰り返す存在    |
| 神           | 死後消滅                               |
| 不死者       | 死後、時間経過によって復活・死なない   |
| ヴァルキリー | (人間→神→人間)の輪廻転生を繰り返す存在 |

## スタッフ
- ゲームデザイン、シナリオ - 則本真樹
- トータルプログラム - 植木茂
- バトルプログラム - 三宅快治
- サウンドプログラム - 初芝弘也
- ミュージックコンポーザー - 桜庭統
- キャラクターデザイン - 吉成鋼、吉成曜
- ディレクター - 五反田義治
- プロデューサー - 山岸功典
- 音響監督 - 鍛治谷功
- アニメーション演出 - 川越淳
- アニメーションキャラクターデザイン、作画監督 - とみながけんた
- アニメーション制作 - アクタス

## 関連商品
攻略本
- ヴァルキリープロファイル 公式ガイドブック 上巻 神技伝承編（エニックス）
- ヴァルキリープロファイル 公式ガイドブック 下巻 世界攻略編（エニックス）
- ヴァルキリープロファイル 完全攻略ガイド（講談社）
- ヴァルキリープロファイル コンプリートガイド（エンターブレイン）
- ヴァルキリープロファイル ザ・コンプリート（メディアワークス）

設定資料集
- ヴァルキリープロファイル 設定資料集（ソフトバンク）
イラストレーションズとワールドガイダンスの2冊構成。

コミックス
- ヴァルキリープロファイル（作画：土方悠、月刊少年ガンガン連載、全2巻）
ゲームシナリオに沿った内容だが、一年の短期連載と言う事もあり、アリューゼ・ジェラード編の後はオリジナルの不死者のエピソードを交えつつ、ベリナス、ロウファのエピソードを描き、そのままルシオの登場を以ってAエンディングルートにストーリーが進行する。レザードが序盤から登場していたり、メルティーナの登場が終盤である為にジェラードがメインキャラとなっている、と言った相違点などがある。また、エインフェリアに選定されたキャラは殆どの話で実体化したまま普通に行動している。
- ヴァルキリープロファイル ザ ダーク アルケミスト（作画：藍山恵、月刊ガンガンWING連載、全4巻）
レザードが主人公の外伝版。ゲームには登場しないキャラクターなど、ストーリーもゲーム本編とは別のオリジナル展開となっているが、後にゲームのAエンディングルートに繋がる事がラストシーンで示唆されている。

小説
- ヴァルキリープロファイル（上）ミッドガルド擾乱（著：梅村崇、挿絵：土方悠、エニックスゲームノベルズ）
- ヴァルキリープロファイル（下）アスガルド諍乱（著：梅村崇、挿絵：土方悠、エニックスゲームノベルズ）
- ヴァルキリープロファイル（上）（著：五代ゆう、角川春樹事務所） ※上巻のみ刊行（未完）

音楽CD
- ヴァルキリープロファイル オリジナルサウンドトラック
  - ヴァルキリープロファイル オリジナルサウンドトラック -完全復刻盤-
- ヴァルキリープロファイル アレンジアルバム
  - ヴァルキリープロファイル アレンジアルバム -完全復刻盤-
- ヴァルキリープロファイル ボイスミックスアレンジ

ドラマCD
- ゲームドラマCDコレクション（1） ヴァルキリープロファイル 愛執のエインフェリア（2000年3月、エニックス）